# Chârost
Chârost je naselje in občina v osrednjem francoskem departmaju Cher regije Center. Leta 2011 je naselje imelo 1.032 prebivalcev.

## Geografija
Kraj leži v pokrajini Berry ob reki Arnon 24 km jugozahodno od Bourgesa.

## Uprava
Chârost je sedež istoimenskega kantona, v katerega so poleg njegove vključene še občine Civray, Lunery, Mareuil-sur-Arnon, Morthomiers, Plou, Poisieux, Primelles, Saint-Ambroix, Saint-Florent-sur-Cher, Saugy, Le Subdray in Villeneuve-sur-Cher 14.264 prebivalci.
Kanton Chârost je sestavni del okrožja Bourges.

## Zanimivosti
- grad château de Chârost iz 11. stoletja,
- cerkev sv. Mihaela iz 12. stoletja, vmesna postaja romarske poti v Santiago de Compostelo,
- romarski križ.